# Steve Cyr
Steven „Steve” Cyr (ur. 20 maja 1967 w Werl) – kanadyjski biathlonista.

## Kariera
W Pucharze Świata zadebiutował 19 stycznia 1990 roku w Anterselvie, gdzie zajął 52. miejsce w sprincie. Pierwsze punkty wywalczył 25 stycznia 1992 roku w tej samej miejscowości, zajmując 19. miejsce w sprincie. Nigdy nie stanął na podium zawodów PŚ. Najlepsze wyniki osiągnął w sezonie 1996/1997, kiedy zajął 53. miejsce w klasyfikacji generalnej. W 1990 roku wystąpił na mistrzostwach świata w Mińsku, gdzie zajął 52. miejsce w biegu indywidualnym. Najlepszy wynik osiągnął podczas mistrzostw świata w Osrblie w 1997 roku, gdzie był dziewiąty w biegu indywidualnym. W 1992 roku startował na igrzyskach olimpijskich w Albertville, zajmując 46. miejsce w biegu indywidualnym, 8. w sprincie i 10. w sztafecie. Na rozgrywanych dwa lata później igrzyskach w Lillehammer zajął 43. miejsce w biegu indywidualnym i 26. w sprincie. Brał też udział w igrzyskach olimpijskich w Nagano w 1998 roku, gdzie zajął 55. miejsce w biegu indywidualnym i 48. miejsce w sprincie.

## Osiągnięcia

### Igrzyska olimpijskie
| Rok  | Miejscowość | Konkurencje | Konkurencje | Konkurencje | Konkurencje | Konkurencje | Konkurencje | Konkurencje |
| Rok  | Miejscowość | IN          | SP          | PU          | MS          | RL          | MR          | SR          |
| ---- | ----------- | ----------- | ----------- | ----------- | ----------- | ----------- | ----------- | ----------- |
| 1992 | Albertville | 46.         | 8.          | nd.         | nd.         | 10.         | nd.         | –           |
| 1994 | Lillehammer | 43.         | 26.         | nd.         | nd.         | –           | nd.         | –           |
| 1998 | Nagano      | 55.         | 48.         | nd.         | nd.         | –           | nd.         | –           |

### Mistrzostwa świata
| Rok  | Miejscowość | Konkurencje | Konkurencje | Konkurencje | Konkurencje | Konkurencje | Konkurencje | Konkurencje |
| Rok  | Miejscowość | IN          | SP          | PU          | MS          | RL          | MR          | SR          |
| ---- | ----------- | ----------- | ----------- | ----------- | ----------- | ----------- | ----------- | ----------- |
| 1990 | Mińsk       | 52.         | –           | nd.         | nd.         | –           | nd.         | –           |
| 1991 | Lahti       | –           | 33.         | nd.         | nd.         | 15.         | nd.         | –           |
| 1993 | Borowec     | –           | 43.         | nd.         | nd.         | 17.         | nd.         | –           |
| 1995 | Anterselva  | 25.         | 28.         | nd.         | nd.         | 16.         | nd.         | –           |
| 1996 | Ruhpolding  | 43.         | 46.         | nd.         | nd.         | 14.         | nd.         | –           |
| 1997 | Osrblie     | 9.          | 45.         | –           | nd.         | 21.         | nd.         | –           |
| 2000 | Oslo        | 46.         | 53.         | 53.         | –           | –           | nd.         | –           |
| 2001 | Pokljuka    | 65.         | 47.         | 58.         | –           | –           | nd.         | –           |

### Puchar Świata

#### Miejsca w klasyfikacji generalnej
| Sezon     | Miejsce |
| --------- | ------- |
| 1989/1990 | -       |
| 1990/1991 | -       |
| 1991/1992 | 73.     |
| 1992/1993 | -       |
| 1993/1994 | 56.     |
| 1994/1995 | 81.     |
| 1995/1996 | -       |
| 1996/1997 | 53.     |
| 1997/1998 | -       |
| 1999/2000 | 69.     |
| 2000/2001 | -       |
| 2003/2004 | -       |
| 2004/2005 | -       |

#### Miejsca na podium chronologicznie
Cyr nigdy nie stanął na podium indywidualnych zawodów PŚ.